# Sint-Amanduskerk (Bekegem)

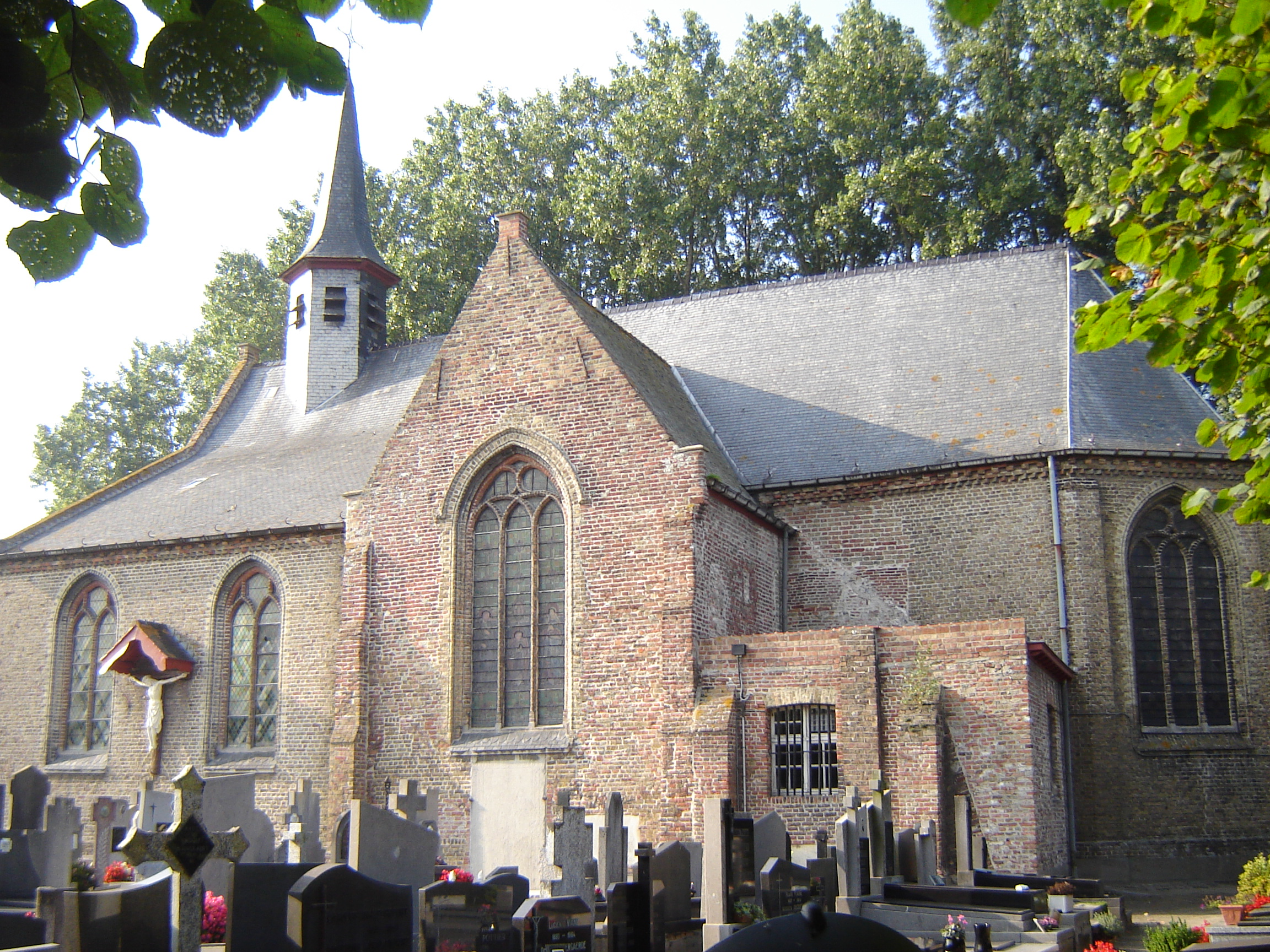
Sint-Amanduskerk

De Sint-Amanduskerk is de parochiekerk van de tot de West-Vlaamse gemeente Ichtegem behorende plaats Bekegem, gelegen aan de Kerkweg.

## Geschiedenis
In 1107 werd het patronaatsrecht van de parochie toegeschreven aan de Sint-Amandsabdij te Saint-Amand-les-Eaux. Vanaf 1227 verkeerde dit recht bij de Abdij van Sint-Bertinus te Sint-Omaars.
Een 13e-eeuws kerkgebouw leed aanzienlijke schade door de godsdiensttroebelen einde 16e eeuw. In 1636 werd een nieuwe kerk gebouwd, het was een eenbeukige kruiskerk, omschreven als: kort en smal doch ruym genoeg voor de bevolking en verbeeldt een kruys. Blijkbaar vonden er bedevaarten naar Sint-Laurentius plaats, aan welke heilige het zuidaltaar in 1652 werd opgedragen.
Van 1666-1684 werd het dorp geteisterd door plunderende troepen tijdens de Frans-Spaanse oorlog. Ook de kerk werd in brand gestoken en liep schade op.
In 1830 werd Bekegem weer een zelfstandige parochie, die afgesplitst werd van die van Zerkegem.
In 1852 werd een door Maximilien Van Pethegem gemaakt orgel geïnstalleerd. In 1858 werd de kerk, die te klein werd bevonden, uitgebreid met twee neogotische zijbeuken. Het koor werd eveneens gerenoveerd, en dit alles onder leiding van Pierre Buyck.
Het orgel werd in 1980, de kerk in 1984, beschermd als monument. De omgeving van de kerk met de pastorie(sic)(hoeve ten noorden van het kerkhof), het kerkhof, de dubbele gearmde linderij van 1928 en de akker zijn beschermd als dorpsgezicht sinds 1984.

## Pastoors
- tot 28 april 1570 Joannes Roosbeke
- vanaf 28 april 1570 Marcus de Smet
- 1620-1621 Godefridus Petermans (deservitor)
- 1640-1644 Joannes van de Genachte (deservitor)
- 1644-?    Jacobus van Gerensdael (deservitor)
- 1647-1647 Zegherus de Wyndt (deservitor)
- 1647-1647 Philippus Schaepelinck
- 1650-1652 Joannes Marmet (einddatum onder voorbehoud)
- 1661-1665 Petrus Demarré
- 1665-1668 Franciscus van Buren
- 1668-1668 Joannes de Stappens (deservitor)
- 1668-1669 Joannes de Stappens
- 1669-1679 Nicolaus Hoorens
- 1679-?    Henricus Snellaerts (deservitor)
- 1680-1691 Petrus Hanssens
- 1691-1704 Jacobus Fyt (deservitor)
- 1704-1711 Petrus Stove (deservitor)
- 1711-1711 Joannes Antonissen (deservitor)
- 1711-1713 Zegerus van Maele (deservitor)
- 1715-1715 Franciscus Heldewys (deservitor)
- 1720-1721 Petrus Landsweert (deservitor)
- 1721-1736 Guilielmus Plumyoen
- 1722-1722 Michael de Mey (deservitor)
- 1736-1739 Ambrosius de Busschere
- 1739-1755 Vincentius van den Bogaerde
- 1755-1757 Reinerius van de Helst (deservitor)
- 1755-?    Joannes Madére (deservitor)
- 1767-1773 Petrus van Vossem (deservitor)
- 1774-1780 Michël van Couter (deservitor)
- 1780-1781 Jacobus Aernoudts (deservitor)
- 1781-1783 Joannes-Baptista van Coillie (deservitor)
- 1783-1783 Petrus De Backere (coadjutor)
- 1783-1786 Cyprianus Bouckaert (deservitor)
- 1784-?    Philippus Pauwels (deservitor)
- 1786-1803 Cyprianus Bouckaert
- 1803-1816 Jacobus Billiet
- 1816-1822 Albertus Charle
- 1822-1832 Philippus Gossaert
- 1825-1840 Antonius Desmadryl
- 1840-1850 Franciscus Volckaert
- 1850-1857 Josephus de Bergh
- 1857-1857 Carolus Ferrant (coadjutor)
- 1857-1862 David Van Poucke
- 1862-1878 Petrus Nyssen
- 1877-1877 Karel Verlynde (coadjutor)
- 1877-1878 Carlous Laheye (coadjutor)
- 1878-1900 Louis Tras
- 1881-1881 Victor Lanssen (deservitor)
- 1897-1900 Alfons Buyse (coadjutor)
- 1900-1908 Edmond Reynaert
- 1908-1911 Augustinus Declerck
- 1911-1939 Faro De Winter
- 1939-1946 Cyriel Noppe
- 1946-1950 Valère Nys
- 1950-1955 Gilbert Van der Stichele
- 1955-1959 Godfried Van Overbeke
- 1959-1968 Ferdinand Gadeyne
- 1968-1981 Michiel Deschodt
- 1982      Gilbert Rooryck
- 1986-1990 Raf Dely (hulppriester)
- 1990-2005 Gerard Vermeylen (hulppriester)
- 1998-2014 André Foulon
- 2014-2022 Frans Dewulf
- 2022-heden Mathias Parret

## Gebouw
Het betreft een kleine pseudobasiliek met transept en driezijdig afgesloten koor. Op het dak bevindt zich een zeskante dakruiter. De kerk wordt omgeven door een kerkhof en een Sint-Laurentiusommegang. Deze bestond oorspronkelijk uit houten kapelletjes, sinds 1948 uit betonnen kapelletjes, en sinds 2005 door bronzen sculpturen van de hand van Mia Moreaux.

## Interieur
In 1971 werden de neogotische schilderingen verwijderd. Er zijn enkele grafzerken van de 16e eeuw. Het hoofdaltaar, aan Sint-Amandus gewijd, is van 1652. Het bevat een schilderij, voorstellende de Aanbidding der wijzen uit de school van Peter Paul Rubens. Het koorgestoelte is van 1656.
De zuidbeuk heeft een Sint-Laurentiusaltaar van 1651, uitgevoerd in barokstijl. Als altaarstuk is een schilderij: Marteling van Sint-Laurentius. De noordbeuk heeft een altaar van 1648-1649, gewijd aan Onze-Lieve-Vrouw, met een altaarstuk: Maria Tenhemelopneming. In het schilderij is het wapenschild van de toenmalige Abt van de Abdij van Baudelo verwerkt.
De 18e-eeuwse communiebank is in rococostijl. Ook uit de 18e eeuw zijn de biechtstoelen en een calvarieberg, alsmede de kruiswegstaties. Er is nog een 17e-eeuws kruisbeeld en een 18e-eeuws Sint-Laurentiusbeeld. Het doopvont is van 1697.
De kerk is sedert 2009 ook een forum voor hedendaagse kunst in de zomermaanden. Door de curatoren van id-est wordt er jaarlijks een tentoonstelling rond hedendaagse kunst opgezet. Zo werd er in 2016 een tweede doopvont aangekocht die vervaardigd werd door beeldhouwer Dirk Lamote uit Oostende. Deze staat vooraan aan het altaar. Boven de doopvont is in 2019 een houtskoolwerk aangebracht door de Brugse kunstenaar Boudewijn Perneel. 